# Bicuaternión
En álgebra abstracta, los bicuaterniones son los números de la forma (w + x i + y j + z k), donde w, x, y y z son números complejos, o variantes de los mismos, y los elementos de {1, i, j, k} se multiplican como en el grupo cuaterniónico y conmutan con sus coeficientes. Existen tres tipos de bicuaterniones correspondientes a los números complejos y sus variaciones:
- Bicuaterniones cuando los coeficientes son números complejos.
- Bicuaterniones divididos cuando los coeficientes son números complejos hiperbólicos.
- Cuaterniones duales cuando los coeficientes son números duales.

Este artículo trata sobre los bicuaterniones ordinarios, ideados por William Rowan Hamilton en 1844. Algunos de los defensores más destacados de estos bicuaterniones incluyen a Alexander Macfarlene, Arthur W. Conway, Ludwik Silberstein y Cornelius Lanczos. Como se desarrolla a continuación, la cuasi esfera unitaria de los bicuaterniones proporciona una representación del grupo de Lorentz, que es la base de la teoría de la relatividad especial.
El álgebra de bicuaterniones se puede considerar como el producto tensorial C ⊗R H, donde C es el cuerpo de los números complejos y H es el álgebra de división de los cuaterniones (reales). En otras palabras, los bicuaterniones son solo la complejificación de los cuaterniones. Vistos como un álgebra compleja, los bicuaterniones son isomorfos al álgebra de matrices complejas 2 × 2 M2(C). También son isomórficos a varias álgebras de Clifford, incluidas C ⊗R H= Cl[0]
3(C)= Cl2(C)= Cl1,2(R), las matrices de Pauli Cl3,0(R), y la parte par de Cl[0]
1,3(R)= Cl[0]
3,1(R) del álgebra del espacio-tiempo.

## Definición
Sea {1, i, j, k} la base de los cuaterniones (reales) H, y sean u, v, w, x números complejos. Entonces
{\displaystyle q=u\mathbf {1} +v\mathbf {i} +w\mathbf {j} +x\mathbf {k} }
es un bicuaternión. Para distinguir raíces cuadradas de menos uno en los bicuaterniones, Hamilton y Arthur W. Conway usaron la convención de representar la raíz cuadrada de menos uno en el campo escalar C con la letra h para evitar la confusión con la letra i utilizada en el grupo cuaterniónico. Se supone la conmutatividad del campo escalar con el grupo de cuaterniones:
{\displaystyle h\mathbf {i} =\mathbf {i} h,\ \ h\mathbf {j} =\mathbf {j} h,\ \ h\mathbf {k} =\mathbf {k} h.}
Hamilton introdujo los términos bivector, biconjugado, bitensor y biversor para ampliar las nociones utilizadas con los cuaterniones reales H.
La exposición principal de Hamilton sobre los bicuaterniones se produjo en 1853 en sus Conferencias sobre cuaterniones. Las ediciones de Elements of Quaternions, en 1866 por William Edwin Hamilton (hijo de Rowan), y en 1899 y 1901 por Charles Jasper Joly, redujeron la cobertura de bicuaterniones a favor de los cuaterniones reales.
Considerada con las operaciones de suma por componentes y multiplicación según el grupo cuaterniónico, esta colección forma un álgebra cuatridimensional sobre los números complejos C. El álgebra de los bicuaterniones es asociativa, pero no conmutativa. Un bicuaternión es unitario o un divisor de cero. El álgebra de los bicuaterniones forma un álgebra de composición y se puede construir a partir de los números bicomplejos. Consúltese Como un álgebra de composición a continuación.

## Tabla de multiplicar de bicuaterniones
A continuación se muestra una tabla de multiplicar de biquaterniones:
| {\displaystyle e_{i}} | {\displaystyle e_{0}} | {\displaystyle e_{0}} | {\displaystyle e_{1}}  | {\displaystyle e_{2}}  | {\displaystyle e_{3}}  | {\displaystyle e_{4}}  | {\displaystyle e_{5}}  | {\displaystyle e_{6}}  | {\displaystyle e_{7}}  |
| {\displaystyle e_{i}} | {\displaystyle e_{1}} | {\displaystyle e_{1}} | {\displaystyle -e_{0}} | {\displaystyle e_{3}}  | {\displaystyle -e_{2}} | {\displaystyle e_{5}}  | {\displaystyle -e_{4}} | {\displaystyle e_{7}}  | {\displaystyle -e_{6}} |
| {\displaystyle e_{i}} | {\displaystyle e_{2}} | {\displaystyle e_{2}} | {\displaystyle -e_{3}} | {\displaystyle -e_{0}} | {\displaystyle e_{1}}  | {\displaystyle e_{6}}  | {\displaystyle -e_{7}} | {\displaystyle -e_{4}} | {\displaystyle e_{5}}  |
| {\displaystyle e_{i}} | {\displaystyle e_{3}} | {\displaystyle e_{3}} | {\displaystyle e_{2}}  | {\displaystyle -e_{1}} | {\displaystyle -e_{0}} | {\displaystyle e_{7}}  | {\displaystyle e_{6}}  | {\displaystyle -e_{5}} | {\displaystyle -e_{4}} |
| {\displaystyle e_{i}} | {\displaystyle e_{4}} | {\displaystyle e_{4}} | {\displaystyle e_{5}}  | {\displaystyle e_{6}}  | {\displaystyle e_{7}}  | {\displaystyle -e_{0}} | {\displaystyle -e_{1}} | {\displaystyle -e_{2}} | {\displaystyle -e_{3}} |
| {\displaystyle e_{i}} | {\displaystyle e_{5}} | {\displaystyle e_{5}} | {\displaystyle -e_{4}} | {\displaystyle e_{7}}  | {\displaystyle -e_{6}} | {\displaystyle -e_{1}} | {\displaystyle e_{0}}  | {\displaystyle -e_{3}} | {\displaystyle e_{2}}  |
| {\displaystyle e_{i}} | {\displaystyle e_{6}} | {\displaystyle e_{6}} | {\displaystyle -e_{7}} | {\displaystyle -e_{4}} | {\displaystyle e_{5}}  | {\displaystyle -e_{2}} | {\displaystyle e_{3}}  | {\displaystyle e_{0}}  | {\displaystyle -e_{1}} |
| {\displaystyle e_{i}} | {\displaystyle e_{7}} | {\displaystyle e_{7}} | {\displaystyle e_{6}}  | {\displaystyle -e_{5}} | {\displaystyle -e_{4}} | {\displaystyle -e_{3}} | {\displaystyle -e_{2}} | {\displaystyle e_{1}}  | {\displaystyle e_{0}}  |

## Lugar en la teoría de anillos

### Representación lineal
Téngase en cuenta que la multiplicación de matrices
{\displaystyle {\begin{pmatrix}h&0\\0&-h\end{pmatrix}}{\begin{pmatrix}0&1\\-1&0\end{pmatrix}}={\begin{pmatrix}0&h\\h&0\end{pmatrix}}}.
Debido a que h es la unidad imaginaria, cada una de estas tres matrices tiene un cuadrado igual al negativo de la matriz identidad. Cuando este producto matricial se interpreta como i j= k, entonces se obtiene un subgrupo de matrices que es isomorfo con respecto al grupo cuaterniónico. Como consecuencia,
{\displaystyle {\begin{pmatrix}u+hv&w+hx\\-w+hx&u-hv\end{pmatrix}}}
representa el bicuaternión q= u 1 + v i + w j + x k.
Dada cualquier matriz compleja 2 × 2, existen valores complejos u, v, w y x para ponerlo en esta forma, de modo que el anillo de las matrices M(2, C) sea isomorfo al anillo bicuaterniónico.

### Subálgebras
Considerando el álgebra bicuaterniónica sobre el campo escalar de los números reales R, el conjunto
{\displaystyle \{\mathbf {1} ,h,\mathbf {i} ,h\mathbf {i} ,\mathbf {j} ,h\mathbf {j} ,\mathbf {k} ,h\mathbf {k} \}}
forma una base, por lo que el álgebra tiene ocho dimensiones reales. Los cuadrados de los elementos hi, hj y hk son todos positivos, por ejemplo, (hi)2= h2i2= (−1)(−1)= +1.
La subálgebra dada por
{\displaystyle \{x+y(h\mathbf {i} ):x,y\in \mathbb {R} \}}
es un anillo isomorfo al plano de los números complejos hiperbólicos, que tiene una estructura algebraica construida sobre la hipérbola unitaria. Los elementos hj y hk también determinan dichas subálgebras.
Además,
{\displaystyle \{x+y\mathbf {j} :x,y\in \mathbb {C} \}}
es una subálgebra isomorfa de los números bicomplejos.
Una tercera subálgebra llamada cocuaterniónica es generada por hj y hk. Se ve que (hj)(hk)= (−1)i, y que el cuadrado de este elemento es −1. Estos elementos generan el grupo diédrico del cuadrado. El subespacio vectorial con base {1, i, hj, hk}, por lo tanto, está cerrado bajo la multiplicación y forma el álgebra de los cocuaterniones.
En el contexto del álgebra de la mecánica cuántica y los espinores, los bicuaterniones hi, hj y hk (o sus negativos), vistos según la representación M2(C), se denominan matrices de Pauli.

## Propiedades algebraicas
Los bicuaterniones tienen dos conjugaciones:
- El biconjugado o biescalar menos bivector es {\displaystyle q^{*}=w-x\mathbf {i} -y\mathbf {j} -z\mathbf {k} \!\ ,} y
- El conjugado de los coeficientes del bicuaternión {\displaystyle {\bar {q}}={\bar {w}}+{\bar {x}}\mathbf {i} +{\bar {y}}\mathbf {j} +{\bar {z}}\mathbf {k} }, donde {\displaystyle {\bar {z}}=a-bh} cuando {\displaystyle z=a+bh,\quad a,b\in \mathbb {R} ,\quad h^{2}=-\mathbf {1} .}

Téngase en cuenta que {\displaystyle (pq)^{*}=q^{*}p^{*},\quad {\overline {pq}}={\bar {p}}{\bar {q}},\quad {\overline {q^{*}}}={\bar {q}}^{*}.}
Claramente, si {\displaystyle qq^{*}=0}, entonces q es divisor de cero. De lo contrario, {\displaystyle \lbrace qq^{*}\rbrace ^{-\mathbf {1} }} es un número complejo. Además, {\displaystyle qq^{*}=q^{*}q} se verifica fácilmente. Esto permite definir la inversa mediante
- {\displaystyle q^{-1}=q^{*}\lbrace qq^{*}\rbrace ^{-1}}, si {\displaystyle qq^{*}\neq 0.}

### Relación con las transformaciones de Lorentz
Considérese ahora el subespacio lineal
{\displaystyle M=\lbrace q\colon q^{*}={\bar {q}}\rbrace =\lbrace t+x(h\mathbf {i} )+y(h\mathbf {j} )+z(h\mathbf {k} )\colon t,x,y,z\in \mathbb {R} \rbrace .}
M no es una subálgebra, ya que no es cerrada bajo el producto; como por ejemplo se ve en {\displaystyle (h\mathbf {i} )(h\mathbf {j} )=h^{2}\mathbf {ij} =-\mathbf {k} \notin M.} De hecho, M no puede formar un álgebra si ni siquiera es un magma.
Proposición: Si q está en M, entonces {\displaystyle qq^{*}=t^{2}-x^{2}-y^{2}-z^{2}.}
Demostración: de las definiciones,
{\displaystyle {\begin{aligned}qq^{*}&=(t+xh\mathbf {i} +yh\mathbf {j} +zh\mathbf {k} )(t-xh\mathbf {i} -yh\mathbf {j} -zh\mathbf {k} )\\&=t^{2}-x^{2}(h\mathbf {i} )^{2}-y^{2}(h\mathbf {j} )^{2}-z^{2}(h\mathbf {k} )^{2}\\&=t^{2}-x^{2}-y^{2}-z^{2}.\end{aligned}}}
Definición: considérese que el bicuaternión g satisface la condición a {\displaystyle gg^{*}=1.}. Entonces, la transformación de Lorentz asociada con g viene dada por
{\displaystyle T(q)=g^{*}q{\bar {g}}.}
Proposición: si q está en M, entonces T(q) también está en M.
Demostración: {\displaystyle (g^{*}q{\bar {g}})^{*}={\bar {g}}^{*}q^{*}g={\overline {g^{*}}}{\bar {q}}g={\overline {g^{*}q{\bar {g}})}}.}
Proposición: {\displaystyle \quad T(q)(T(q))^{*}=qq^{*}}
Demostración: Nótese primero, que gg* = 1 implica que la suma de los cuadrados de sus cuatro componentes complejos es uno. Entonces, la suma de los cuadrados de los conjugados complejos de estos componentes también es uno. Por lo tanto, {\displaystyle {\bar {g}}({\bar {g}})^{*}=1.}
Entonces:
{\displaystyle (g^{*}q{\bar {g}})(g^{*}q{\bar {g}})^{*}=g^{*}q({\bar {g}}{\bar {g}}^{*})q^{*}g=g^{*}qq^{*}g=qq^{*}.}

## Terminología asociada
Como los bicuaterniones han sido un elemento fijo del álgebra lineal desde los inicios de la física matemática, existe una variedad de conceptos que se ilustran o representan mediante el álgebra de bicuaterniones. El grupo de transformación {\displaystyle G=\lbrace g:gg^{*}=1\rbrace } tiene dos partes, {\displaystyle G\cap H} y {\displaystyle G\cap M.}. La primera parte se caracteriza por {\displaystyle g={\bar {g}}}; entonces la transformación de Lorentz correspondiente a g viene dada por {\displaystyle T(q)=g^{-1}qg} ya que {\displaystyle g^{*}=g^{-1}.} Tal transformación es un rotation by quaternion multiplication, y el conjunto de ellas es Grupo de rotación SO(3) {\displaystyle \cong G\cap H.} Pero este subgrupo de G no es un subgrupo normal, por lo que no se puede formar ningún grupo cociente.
Para ver {\displaystyle G\cap M} es necesario mostrar alguna estructura subálgebra en los bicuaterniones. Sea r un elemento de la esfera de las raíces cuadradas de menos uno en la subálgebra de los cuaterniones reales H. Entonces, (hr)2= +1 y el plano de bicuaterniones dado por {\displaystyle D_{r}=\lbrace z=x+yhr:x,y\in \mathbb {R} \rbrace } es una subálgebra conmutativa isomorfa al plano de los números complejos hiperbólicos. Así como el plano complejo ordinario tiene un círculo unitario, {\displaystyle D_{r}} tiene un hipérbola unitaria dada por
{\displaystyle \exp(ahr)=\cosh(a)+hr\ \sinh(a),\quad a\in R.}
De la misma manera, al igual que el círculo unitario gira mediante la multiplicación de uno de sus elementos, la hipérbola gira porque {\displaystyle \exp(ahr)\exp(bhr)=\exp((a+b)hr).}. Por lo tanto, estos operadores algebraicos en la hipérbola se llaman versores hiperbólicos. El círculo unitario en C y la hipérbola unitaria en Dr son ejemplos de grupos uniparamétricos. Por cada raíz cuadrada r de menos uno en H, hay un grupo de un parámetro en los bicuaterniones dado por {\displaystyle G\cap D_{r}.}
El espacio de los bicuaterniones posee una topología natural a través de la distancia euclidiana en el espacio de dimensión 8. Con respecto a esta topología, G es un grupo topológico. Además, tiene una estructura analítica que lo convierte en un grupo de Lie de seis parámetros. Considérese el subespacio de bivectores {\displaystyle A=\lbrace q:q^{*}=-q\rbrace }. Entonces la aplicación exponencial {\displaystyle \exp :A\to G} lleva los vectores reales a {\displaystyle G\cap H} y los vectores h a {\displaystyle G\cap M.} Cuando está equipado con un conmutador, A forma el álgebra de Lie de G. Así, este estudio de un expacio hexadimensional sirve para introducir los conceptos generales de teoría de Lie. Cuando se ve en la representación matricial, G se llama grupo lineal especial Transformación de Möbius en M(2, C).
Muchos de los conceptos de la teoría de la relatividad especial se ilustran a través de las estructuras de los bicuaterniones disponibles. El subespacio M corresponde al espacio-tiempo de Minkowski, y las cuatro coordenadas dan las ubicaciones temporales y espaciales de los eventos en un sistema de referencia en reposo. Cualquier versor hiperbólico exp(ahr) corresponde a una velocidad en dirección r de velocidad c tanh a, donde c es la velocidad de la luz en el vacío. El sistema de referencia inercial de esta velocidad se puede convertir en el sistema en reposo aplicando la transformación de Lorentz T dada por g= exp(0.5ahr), y en consecuencia {\displaystyle g^{\star }=\exp(-0.5ahr)=g^{*}} de modo que {\displaystyle T(\exp(ahr))=1.}
Naturalmente, el hiperboloide {\displaystyle G\cap M,}, que representa el rango de velocidades del movimiento subluminal, es de interés físico. Ha habido un trabajo considerable asociando este "espacio de velocidades" con el modelo del hiperboloide de la geometría hiperbólica. En la relatividad especial, el parámetro del ángulo hiperbólico de un versor hiperbólico se llama rapidez. Así, se observa que el grupo bicuaterniónico G proporciona un representación de grupo para el grupo de Lorentz.
Después de la introducción de la teoría de los espinores, particularmente a manos de Wolfgang Pauli y de Élie Cartan, esta nueva teoría tendió a sustituir a la representación bicuaterniónica del grupo de Lorentz. Los nuevos métodos se fundaron en bases de vectores en el conjunto
{\displaystyle \{q\ :\ qq^{*}=0\}=\left\{w+x\mathbf {i} +y\mathbf {j} +z\mathbf {k} \ :\ w^{2}+x^{2}+y^{2}+z^{2}=0\right\}}
que se llama cono de luz complejo. La representación del grupo de Lorentz anterior coincide con lo que los físicos denominan cuadrivector. Más allá de los cuadrivectores, el modelo estándar de la física de partículas también incluye otras representaciones de Lorentz, conocidas como escalares de Lorentz, y la representación (1, 0) ⊕ (0, 1) asociada, por ejemplo, con el tensor de campo electromagnético. Además, la física de partículas hace uso de las representaciones SL(2, C) (o representación proyectiva del grupo de Lorentz), conocidas como espinores de Weyl, espinores de Majorana y espinores de Dirac levógiros y dextrógiros. Se sabe que cada una de estas siete representaciones puede construirse como subespacios invariantes dentro de los bicuaterniones.

## Como álgebra de composición
Aunque W. R. Hamilton introdujo los bicuaterniones en el siglo XIX, la delimitación de su estructura matemática como un tipo especial de álgebra sobre un cuerpo se logró en el siglo XX: los bicuaterniones pueden generarse a partir de números bicomplejos de la misma manera que Abraham Adrian Albert generó los cuaterniones reales a partir de los números complejos mediante la denominada  construcción de Cayley-Dickson. En esta construcción, un número bicomplejo (w, z) tiene el conjugado (w, z)*= (w, – z).
El bicuaternión es entonces un par de números bicomplejos (a, b), donde el producto con un segundo bicuaternión (c, d) es
{\displaystyle (a,b)(c,d)=(ac-d^{*}b,da+bc^{*}).}
Si {\displaystyle a=(u,v),b=(w,z),} entonces el biconjugado {\displaystyle (a,b)^{*}=(a^{*},-b).}
Cuando (a, b)* se escribe como un cuadrivector de números complejos ordinarios,
{\displaystyle (u,v,w,z)^{*}=(u,-v,-w,-z).}
Los bicuaterniones forman un ejemplo de álgebra cuaterniónica y tiene norma
{\displaystyle N(u,v,w,z)=u^{2}+v^{2}+w^{2}+z^{2}.}
Dos bicuaterniones p y q satisfacen que N(pq)= N(p) N(q), lo que indica que N es una forma cuadrática que admite composición, de modo que los bicuaterniones forman un álgebra de composición.